# Hakkı Çimen
Hakkı Çimen (* 1957 in Tunceli, Türkei) ist ein deutscher Buchautor zazaischer Herkunft.

## Leben
Der aus der Volksgruppe der Zaza stammende Çimen emigrierte aus politischen Gründen 1979 nach Deutschland und ist seit 1980 als Lehrer in Krefeld und seit 2019 als Zazaischlehrer in Duisburg tätig. Im Zuge ethnischer und religiöser Verfolgung durch den türkischen Staat wurde er  zweimal in der Türkei verhaftet. Sein Erzählband Budelaê Girsi wurde in der Türkei beschlagnahmt. Hakkı Çimen ist seit 1998 deutscher Staatsbürger.
Er schreibt Märchen, Lyrik, Erzählungen, Kurzgeschichten, Reportagen und Essays sowie Beiträge für deutsche und zazaische Zeitschriften, die Einblick in die Sitten, Traditionen, Mentalität und Religion der Zaza geben.
1992 war er Preisträger beim Lyrik-Wettbewerb der Petrol-Iş, der größten türkischen Gewerkschaft mit dem Gedichtband Kirmizili Sari Yesil. Er ist Mitglied der Literaturwerkstatt Krefeld.

## Werke
- 1992 Preisträger beim Lyrik-Wettbewerb der Petrol-İş mit dem Gedichtband Kirmizili Sarı Yeşil, Fırat Verlag, Istanbul, 1992 1996 Erzählband Budelaê Gırşi, Pir Verlag, Istanbul, 1996
- 1997 Reportage über Tornê Sey Rızay Qeseikeno, Pir Verlag Istanbul, 1997  1999 Veröffentlichungen im Lesebuch Zwischen Heine und Altbier, SeitenWind Verlag, Grevenbroich, 1999  2001 Kulturgeschichtliche Analyse Dêsim. Dersim. Tunceli, Pir Verlag Duisburg
- 2002 Übersetzung Budelaê Girşi in deutscher Sprache Große Narren, Sassafras Verlag Krefeld, 2002, (Veröffentlichung gefördert von der Stiftung Kunst und Kultur des Landes Nordrhein-Westfalens)  2002 Veröffentlichungen im Lesebuch Dichter Nebel am Niederrhein, SeitenWind Verlag, Grevenbroich, 2002
- 2009 Märchenband Das Weinen der Lehmziegel, Zazaische Märchen, Sassafras Verlag, Krefeld, 2009
- 2010 Illustriertes Märchenbuch Pıtweẓir, Ein zazaisches Märchen, zazaische und deutsche Ausgabe, Selbstverlag, Krefeld, 2010
- 2013 Illustriertes Märchenbuch Axaê Nıske, Anadolu Verlag, Hückelhoven, 2013
- 2013 Illustriertes Märchen Der Erbsen-Ağa, Ein zazaisches Märchen, Anadolu Verlag, Hückelhoven, 2013
- 2014 Schulbücher für zazaische Sprache, Wendis u Gureais und Kıtave Gureaişi 1+2, Anadolu Verlag, Hückelhoven, 2014
- 2018 Schulbuch für zazaische Sprache, Dersê Zazaki, Xızır Verlag, Krefeld, 2018
- 2018 Veröffentlichungen in Anthologie Wort gehalten, Lyrik und Prosa, Sassafras Verlag, Krefeld, 2019
- 2021 Kostbarkeiten am Wegesrand, c/o Sabine Neupert, Verlag für Kultur und Wissenschaft, Bonn, 2021